# Mélissa Hanus

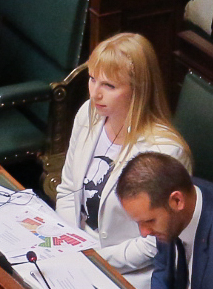
Mélissa Hanus

Mélissa Hanus (Aarlen, 8 oktober 1992) is een Belgisch politica voor de PS.

## Levensloop
Hanus behaalde in 2016 een master in de arbeidswetenschappen aan de ULB en in 2019 een aggregaat in de sociale wetenschappen aan de Universiteit Luik. Ze werd beroepshalve lerares in een secundaire school in Aarlen.
Hanus werd tevens actief in de Jeugdraad van Étalle en was er de ondervoorzitster van. Bij de lokale verkiezingen van oktober 2018 werd zij voor de PS verkozen tot gemeenteraadslid van Etalle. Omdat ze na burgemeester Henri Thiry de tweede hoogste persoonlijke score haalde, werd Hanus onmiddellijk aangesteld tot eerste schepen, bevoegd voor onder meer energietransitie, afvalbeheer en leefmilieu. In deze functie begeleidde ze de energierenovatie van diverse gemeentegebouwen en was ze verantwoordelijke voor de aanleg van een netwerk van biomassacentrales.
De PS benoemde haar bij de federale verkiezingen van mei 2019 tot lijsttrekker in de kieskring Luxemburg. Hanus werd verkozen in de Kamer van volksvertegenwoordigers en zetelde er tot in juni 2024. In de Kamer nam ze het initiatief voor een grensoverschrijdend samenwerkingsakkoord met het groothertogdom Luxemburg inzake gezondheidszorg en kaartte zij de problematiek van het tekort aan artsen op het platteland aan. Bij de Waalse verkiezingen van juni 2024 voerde Hanus de PS-lijst in Luxemburg aan en werd ze verkozen in het Waals Parlement en het Parlement van de Franse Gemeenschap. In de eerste assemblee werd ze secretaris.
Sinds oktober 2019 is Hanus eveneens voorzitter van de PS-federatie van de provincie Luxemburg.